# Marian Nasiadko

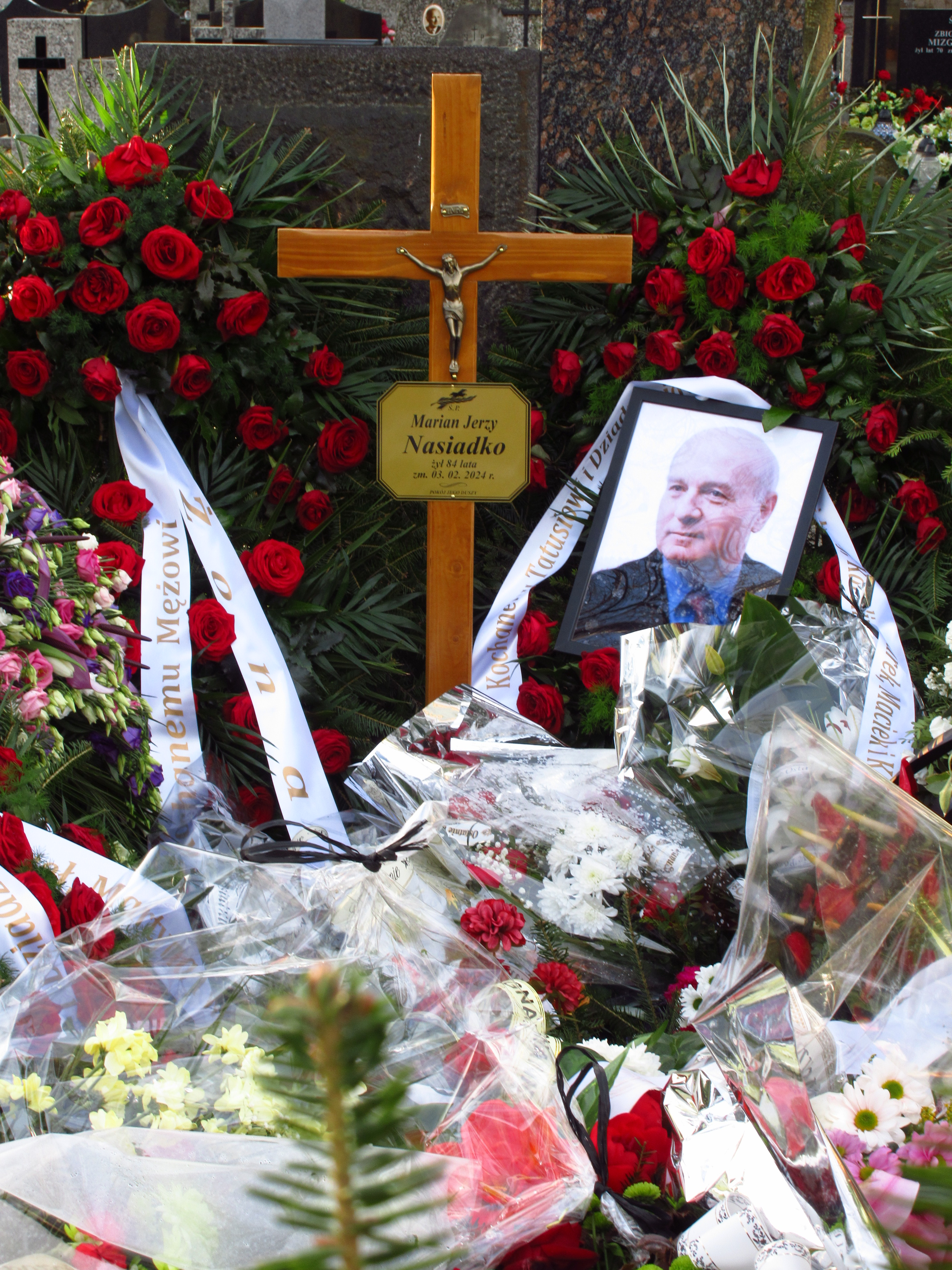
Grób Mariana Nasiadki na cmentarzu Bródnowskim. Stan z 18.02.2024.

Marian Jerzy Nasiadko (ur. 22 lipca 1939 w Jaszczułtach, zm. 3 lutego 2024) – polski działacz państwowy, menedżer i agronom, wicewojewoda siedlecki (1982–1987) i warszawski (1987–1990), wiceprezydent Warszawy (1987–1990).

## Życiorys
Ukończył technikum rolnicze jako zootechnik, następnie w Szkole Głównej Gospodarstwa Wiejskiego został absolwentem studiów inżynierskich z agrotechniki i magisterskich z ekonomiki rolnictwa. Kształcił się podyplomowo w zakresie ekonomiki rolnictwa w Szkole Głównej Planowania i Statystyki. W latach 1959–1965 agronom w gospodarstwach powiatu wyszkowskiego, następnie kierownik służby rolnej Kółek Rolniczych w Wyszkowie. W latach 70. pełnił funkcję wiceprzewodniczącego Prezydium Powiatowej Rady Narodowej w Łosicach, a w latach 1975–1980 pozostawał dyrektorem ds. ekonomicznych w WOW „Wisła” w Warszawie. W 1982 objął stanowisko wicewojewody siedleckiego. W 1987 przeniesiony na stanowisko wiceprezydenta Warszawy, z urzędu objął także fotel wicewojewody warszawskiego. Obydwie funkcje sprawował do 1990.
Związany ze środowiskiem ludowców, w latach 1993–1995 doradzał szefowi Urzędu Rady Ministrów Michałowi Strąkowi, następnie od 1996 do 1999 kierował Departamentem Produkcji Rolniczej w Ministerstwie Rolnictwa i Gospodarki Żywnościowej. W 1999 powołany na stanowisko dyrektora Wojewódzkiego Zarządu Melioracji i Urządzeń Wodnych w Warszawie. Zasiadał w radach nadzorczych różnych podmiotów. Pełnił także funkcję wiceprezesa Federacji Stowarzyszeń Naukowo-Technicznych NOT, reprezentując Stowarzyszenie Inżynierów i Techników Rolnictwa (został honorowym prezesem tej organizacji). Pochowany na cmentarzu Bródnowskim w Warszawie (kwatera 15B-1-27).

## Odznaczenia
W 1997 odznaczony Krzyżem Oficerskim Orderu Odrodzenia Polski za wybitne zasługi na rzecz rozwoju rolnictwa i gospodarki żywnościowej. Wyróżniony tytułem „Zasłużony dla Gminy Sterdyń”.